# كونستانس روسو
كونستانس روسو (بالفرنسية: Constance Rousseau)‏ هي ممثلة فرنسية، ولدت في 1 يناير 1987 بباريس في فرنسا.

## وصلات خارجية
- كونستانس روسو على موقع IMDb (الإنجليزية)
- كونستانس روسو على موقع ألو سيني (الفرنسية)
- كونستانس روسو على موقع أول موفي (الإنجليزية)
- كونستانس روسو على موقع قاعدة بيانات الفيلم (الإنجليزية)
- كونستانس روسو على موقع كينوبويسك (الروسية)